# Shane Peacock
Shane Peacock (Thunder Bay, 25 febbraio 1957) è uno scrittore, sceneggiatore e giornalista canadese, autore della serie sul giovane Sherlock Holmes e di molti altri libri, spettacoli teatrali, documentari e articoli per un pubblico di giovani e adulti.

## Biografia
Shane Peacock discende da sette generazioni di canadesi che hanno vissuto a Port Hope, nella zona di Cobourg centro-sud Ontario, ambientazione di alcuni suoi racconti. Nasce a Thunder Bay, Ontario, nel 1957; frequenta la scuola superiore del distretto di Kapuskasing e in seguito la Trent University di Peterborough, dove si laurea con Lode in Letteratura Inglese e Storia. Studia con il romanziere Robertson Davies mentre finisce il Master presso l'Università di Toronto. Oggi risiede vicino a Kupskasing. 
Inizia la sua carriera di scrittore come giornalista, pubblicando su varie riviste tra cui Saturday Night, Reader's Digest e Sports Illustrated. Il suo interesse si dirige verso le persone con alle spalle storie straordinarie e drammatiche e verso personaggi contraddistinti da grande ambizione e desiderio. Scrive su escursionisti, lottatori di sumo, stelle del cinema, attrazioni di freak show, piloti, cowboy di rodei di tori, e altri.
Nel 1995 scrive The Great Farini: the high-wire life of William Hunt, pubblicato da Penguin Books, Canada, che racconta la vita dell' uomo originario di Port Hope che camminava su un filo sopra le cascate del Niagara, che inventò il numero dell'uomo cannone, esplorò il deserto del Kalahari e compì molte altre imprese. The Great Farini è anche oggetto di una commedia per il 4th Line Theatre, una compagnia di teatro che si esibisce nella campagna vicino a Millbrook, Ontario. Il suo dramma ha debuttato lì nel 1994, con una prestazione live su filo da parte di uno dei membri del Cirque du Soleil.
Per il 4th Line Theatre, Peacock scrive The Devil and Joseph Scriven riguardante la vita misteriosa e la morte dell'autore del famoso inno What A Friend We Have In Jesus. La storia include svolte oscure, battesimi in uno stagno, annegamenti, e altri eventi strani. Nel 2006, Peacock completa la trilogia per il 4th Line con una pièce su spie canadesi, dal titolo The Art of Silent Killing, caratterizzato da scene di combattimento corpo a corpo.
Ha poi iniziato a scrivere per la televisione nel 1999 con il suo documentario su Farini. Chiamato Dangerous Dreams, prodotto dalla History Television come una prima stagione per la serie The Canadians. È caratterizzato da una splendida passeggiata di Jay Cochrane, detentore del record mondiale, sulle funi con una piccola telecamere durante la sua esibizione, una passeggiata ad un'altezza spaventosa
Sempre nel 1999, Peacock pubblica il suo primo libro per bambini, un romanzo intitolato The Mystery of Ireland's Eye. Esso si basa su un viaggio oceanico in kayak che ha portato a una città fantasma su un'isola al largo della costa di Terranova. La storia racconta del dodicenne Dylan Maples, che impara la storia canadese nel corso di una drammatica avventura. Il plauso della critica per il libro ha convinto Peacock a creare una serie Le avventure Maples Dylan. Ciascuno dei quattro libri porterà Dylan in una provincia diversa canadese, dove verrà coinvolto in misteri o eventi strani in luoghi spettrali.
Nel 2001, esce il suo secondo documentario The Passion of Joseph Scriven in onda anche su History Television. 
Nel 2002, Penguin Books rilascia il libro per ragazzi, sui Primi Ministri del Canada e Padri della Confederazione intitolato Unusual Heroes che presenta i leader canadesi, passati e presenti, in un modo drammatico ma divertente.
Nel maggio 2004, Team Spirit, che ha scritto e co-prodotto, è apparso sulla rete CTV, e racconta la storia tragica e trionfale dei giocatori hockey Inuit Terence e Jordin Tootoo. Nel 2006, ha scritto Exhibit Eh!: Exposing Canada, serie di documentari di due strani uomini in cerca di un vero passato del Canada, e per CTV Travel and Escape Network.
Nell'autunno del 2007 Peacock pubblica con Tundra Books il romanzo per ragazzi intitolato Eyes of the Crow tradotto come L'occhio del corvo e pubblicato in Italia da Feltrinelli primo romanzo della serie sul giovane Sherlock Holmes. Death in the Air tradotto come L'ultimo volo, il secondo libro della serie esce nella primavera del 2008. Vanishing Girl è il terzo libro, in uscita in Italia a febbraio 2015 (sempre per Feltrinelli), è apparso nel 2009 a cui è seguito nel 2010 The Secret Fiend.
Shane è stato ospite a numerose manifestazioni in tutto il Canada e gli Stati Uniti, come ad esempio Blue Metropolis: The Montreal International Writers Festival, Wordfest: The Banff / Calgary International Authors' Festival, The International Reading Association conference in Atlanta, The Vancouver Island Children's Book Festival, The Canadian Book Camp,  Book Expo America, e The Canadian Children's Book Week tour, e ha fatto apparizioni radiofoniche e televisive su CBC, CTV, e altre reti in entrambi i paesi. Egli appare spesso in convegni e nelle scuole da costa a costa.

## Opere

### Romanzi

#### I casi del giovane Sherlock Holmes
Serie per ragazzi sulle imprese d'infanzia del famoso detective immaginario Sherlock Holmes. Tutti i libri sono pubblicati contemporaneamente da Tundra Books in Canada e negli Stati Uniti e in Italia da Feltrinelli. Sono stati pubblicati anche in molti altri paesi tra cui Cina, Francia, Indonesia e Spagna ed hanno un’impostazione molto diversa da quella scritta da Andy Lane.
L'occhio del corvo è stato selezionato da Booklist tra la Top Ten in Young Mysteries ed ha ottenuto molti altri riconoscimenti, tra cui il Violet Downey Award per il miglior libro per bambini in Canada,, il premio Arthur Ellis Award per il miglior romanzo poliziesco in Canada,, un punto sul American Library Association's Top Ten Youth Mysteries list,, il Canadian Library Association's Honour Book per bambini e giovane adulto, e la Medaglia d'oro Moonbeam. L'ultimo volo ha ottenuto molti premi e Vanishing Girl ha vinto tre premi nazionali in Canada in una settimana nel maggio 2010.
School Library Journal ha definito la serie "affascinante" e ha dichiarato che I più piccoli saranno affascinati da Shane Peacock. Ogni libro ha vinto Junior Library Guild prima selezione. La serie nel suo complesso ha ottenuto più di 40 premi, nomination, e onori.
I romanzi creano uno Sherlock Holmes nato in una famiglia molto povera e figlio di un istruito ebreo, Wilberforce Holmes, e di una nobildonna amante dell'opera caduta in disgrazia, Rose Sherrinford. Viene accennato il fatto che la madre abbia perso una figlia e che il fratello maggiore di Sherlock, Mycroft Holmes, abbia abbandonato la famiglia. Vengono introdotti nuovi personaggi come ad esempio il bullo Malefactor.
La serie è composta fino ad ora dai seguenti titoli:
1. Eye of the Crow (L'occhio del Corvo, Feltrinelli, Collana Feltrinelli UP 2007): primo caso del detective più famoso di tutti i tempi. Racconta la storia di un omicidio raccapricciante di una donna commesso nel sinistro quartiere debolmente illuminato a gas di East End di Londra, osservato da nessuno... eccetto due corvi. Da questo pezzo di prova, il detective geniale tredicenne risolve il crimine. Eventi oscuri che circondano le indagini lo spingono in una vita di lotta contro il male. Il suo coinvolgimento può avere però conseguenze peggiori di quanto si pensasse.
2. Death in the Air (L'ultimo Volo, Feltrinelli, Collana Feltrinelli UP 2008): un uomo che cadendo da un trapezio volante al Crystal Palace di Londra (e atterrando ai piedi di Sherlock) sembra morire apparentemente per un incidente ma il giovane investigatore non è convinto. La rivalità di Sherlock con Malefactor, personaggio introdotto nel primo capitolo, diventa più personale. La sua persistenza nel caso porta a pericoli scioccanti e imbarazzi.
3. Vanishing Girl (La ragazza scomparsa, Feltrinelli, Collana Feltrinelli UP 2009): Una giovane ragazza benestante figlia di un importante uomo politico conservatore di Londra svanisce. Quando riappare illesa, il sesto senso di Sherlock fiuta qualcosa.
4. The Secret Fiend (Il Demone Oscuro, Feltrinelli, Collana Feltrinelli UP 2019): Quando un compagno di giochi d'infanzia di Sherlock afferma di aver visto un terrorista morto a Londra, il ragazzo inizia a indagare. Amici intimi diventano sospetti. Un ragazzo giovane orfano può avere un collegamento scioccante per la famiglia Doyle? Robert Louis Stevenson ha influenzato il romanzo in cui il giovane Sherlock tenta di catturare il terrificante Jack il saltatore.
5. The Dragon Turn (2011): Sherlock assiste all'arresto di un mago per omicidio. Sherlock ha dubbi sul sospettato. L'arma del delitto potrebbe rivelarsi una rara specie sconosciuta di... Draghi?
6. Becoming Holmes (2012)

#### Le avventure Maples Dylan
Serie per bambini fino ad ora composta da quattro titoli:
1. The Mystery of Ireland's Eye (1999):un viaggio oceanico in kayak ha portato a una città fantasma su isola al largo della costa di Terranova. La storia racconta del dodicenne Dylan Maples, che impara un po' di storia canadese nel corso di una drammatica avventura.
2. The Secret of the Silver Mines (2001)
3. Bone Beds of the Badlands (2002)
4. Monster in the Mountains (2003)

#### Altri romanzi
- The Great Farini: The High Wire Life of William Hunt (1995)
- The Devil and Joseph Scriven
- Unusual Heroes (2002)

### Spettacoli
- The Great Farini, 4th Line Theatre (1994)
- The Devil and Joseph Scriven, 4th Line Theatre (1999, 2000)
- The Art of Silent Killing, 4th Line Theatre (2006)

### Documentari
- Dangerous Dreams (1999)
- The Passion of Joseph Scriven (2001)
- Team Spirit (2004)
- Exhibit Eh!: Exposing Canada (2006)
- Travel and Escape Network